# Glenn Flear
Glenn Curtis Flear (* 12. Februar 1959 in Leicester) ist ein englischer Schachspieler und Autor verschiedener Schachbücher, vornehmlich zur Eröffnungs- und Endspiel-Theorie.

## Werdegang
Flear bekam 1983 vom Weltschachverband FIDE den Internationalen Meister- und 1987 den Großmeister-Titel verliehen. Zu seinen größten Turniererfolgen zählt der Sieg beim „GLC-Turnier“ in London 1986, bei dem er als einziger teilnehmender Nicht-Großmeister Spieler der damaligen Weltklasse wie Murray Chandler, Nigel Short, John Nunn, Zoltán Ribli, Lew Polugajewski, Lajos Portisch, Boris Spasski, Rafael Vaganian, Jonathan Speelman, und Bent Larsen hinter sich ließ und dabei seine erste Großmeister-Norm erzielte. Während des Turniers heiratete Flear die französische Schachspielerin Christine Leroy (* 1967, mittlerweile Internationaler Meister der Frauen und fünffache Gewinnerin der französischen Damen-Meisterschaften). 1986 qualifizierte sich Flear mit dem zweiten Platz beim Zonenturnier von Bath für das Interzonenturnier in Szirák im gleichen Jahr. Dort belegte er bei 18 Teilnehmern den 15. Platz.
Flear lebt mit Christine und seinen beiden Söhnen in Frankreich.

## Mannschaftsschach

### Nationalmannschaft
Flear gehörte in drei Mannschaftswettbewerben zum englischen Aufgebot: 1986 gewann er mit England die Silbermedaille bei der Schacholympiade in Dubai, 2003 spielte er bei der europäischen Mannschaftsmeisterschaft, 1985 erreichte er bei der Mannschaftsweltmeisterschaft den dritten Platz.

### Vereinsschach
In der britischen Four Nations Chess League spielte Flear in der Saison 1993/94 beim Barbican Chess Club, von 1997 bis 1999 bei den Invicta Knights Maidstone, von 2000 bis 2002 bei Beeson Gregory, von 2002 bis 2009 und erneut seit 2011 bei Guildford A&DC sowie von 2009 bis 2011 bei Pride and Prejudice. Er gewann den Wettbewerb 2001, 2002, 2004, 2007, 2008, 2011, 2013, 2014, 2015, 2016, 2017 und 2018. In der höchsten Spielklasse der französischen Mannschaftsmeisterschaft (bis 2003 Nationale I, danach Top 16) spielte Flear bis 2009 und erneut von der Saison 2013/14 bis 2017 bei Montpellier Echecs, seit 2018 spielt er für Nice Alekhine. In der deutschen Schachbundesliga spielte er in der Saison 1983/84 bei Königsspringer Frankfurt, allerdings wurde der Verein nach fünf Runden (die Flear alle mitspielte) vom Spielbetrieb zurückgezogen. Am European Club Cup nahm er 1986 mit Streatham & Brixton London, 1994 mit Clichy Echecs und 1999 mit den Invicta Knights Maidstone teil.

## Werke (Auswahl)
- Starting Out: Pawn Endings. Everyman Chess, London 2004, ISBN 1-85744-362-4.
- Test Your Endgame Thinking. Everyman Chess, London 2002, ISBN 1-85744-305-5.
- Mastering the Endgame. Everyman Chess, London 2001, ISBN 1-85744-233-4.
- Improve Your Endgame Play. Everyman Chess, London 2000, ISBN 1-85744-246-6.